# منتخب ليتوانيا لكرة السلة للسيدات
منتخب ليتوانيا الوطني لكرة السلة للسيدات (بالليتوانية: Lietuvos moterų krepšinio rinktinė) هو ممثل ليتوانيا الرسمي في المنافسات الدولية في كرة السلة .